# Harpocera
Genre
Harpocera est un genre d'insectes du sous-ordre des hétéroptères (punaises).

## Espèces rencontrées en Europe
- Harpocera cypria Wagner 1968
- Harpocera hellenica Reuter 1876
- Harpocera thoracica (Fallén 1807)